# Maurice Talvande
 (mars 2025).
Maurice Talvande, dit le comte de Mauny Talvande, est un homme d'affaires, concepteur de jardin, ébéniste, inventeur et écrivain britannique d'origine française né le 21 mars 1866 au Mans et mort le 27 novembre 1941 à Navatkuli (en) (Sri Lanka).

## Biographie
D'une famille de Nantes, Maurice Talvande est le fils du banquier Félix Talvande, directeur de la succursale de la Banque de France au Mans, et de Marguerite Froger de Mauny, ainsi que le petit-neveu d'Alexis Talvande et d'Alphonse Lavallée.
Il fréquente une école jésuite à Canterbury, en Angleterre. Jeune homme, décrit comme « plutôt beau », il voyage en Amérique et en Angleterre où, ayant pris le nom à consonance plus aristocratique de Maurice de Mauny Talvande, il gagne un peu d'argent en donnant des conférences de salon sur les châteaux français. En 1897, il prononce également un discours dans lequel il promeut la création de colonies pour les jeunes hommes démunis et rebelles.
En juin 1898, il épouse Lady Mary Byng, fille du 4e comte de Strafford et d'Henrietta af Danneskiold-Samsøe (en). Elle était une demoiselle d'honneur de la reine Victoria. 
Peu de temps avant son mariage, il crée un petit internat pour adolescents issus de familles anglaises de la classe supérieure cherchant à perfectionner leur français, situé au château d'Azay-le-Rideau, dans la vallée de la Loire.
Le couple s'installe à Cannes, où est né leur premier enfant, Victor Alexander, puis à San Remo, avant de finalement s'installer en Angleterre. Ils emménagent dans une résidence de style Queen Anne appelée Terrick House, près d'Ellesborough dans le Buckinghamshire. En 1900, leur fille Alexandra Mary née.
C'est à cette époque qu'il adopte le titre de comte. Sa mère fourni au couple une petite allocation, se disant « presque affamée pour lui ».
En plus de s'être lancé dans un certain nombre d'entreprises, qui ont échoué, Talvande édite un journal illustré de Londres, The Crown. 
En 1899, le 4e comte de Strafford meurt décapité par un train. Alors que sa succession est passée au 5e comte, il lègue tout le reste de sa richesse à ses deux filles. Toujours en 1899, Charles Hammond Gibson Jr. (en) imprime en privé Two Gentlemen in Touraine sous le nom de Richard Sudbury, une romance fictive sur la relation avec Talvande.
En 1901, le père de Talvande décède puis, en 1907, sa mère lui laisse la maison familiale Domaine du Bourg à Pontvallain, ainsi qu'à son frère Roger et sa sœur Suzanne. 
En 1912, Talvande visite Ceylan pour la première fois, peut-être en tant qu'invité du magnat du thé Sir Thomas Lipton. D'autres visites suivirent et, en 1920-1921, il réside à Colombo avec son fils Victor, alors âgé de 21 ans.
Comme beaucoup d'autres, la Grande Guerre laisse Talvande gravement découragé. Il écrit un livre de réflexions (Peace of Suffering 1914-1918). 

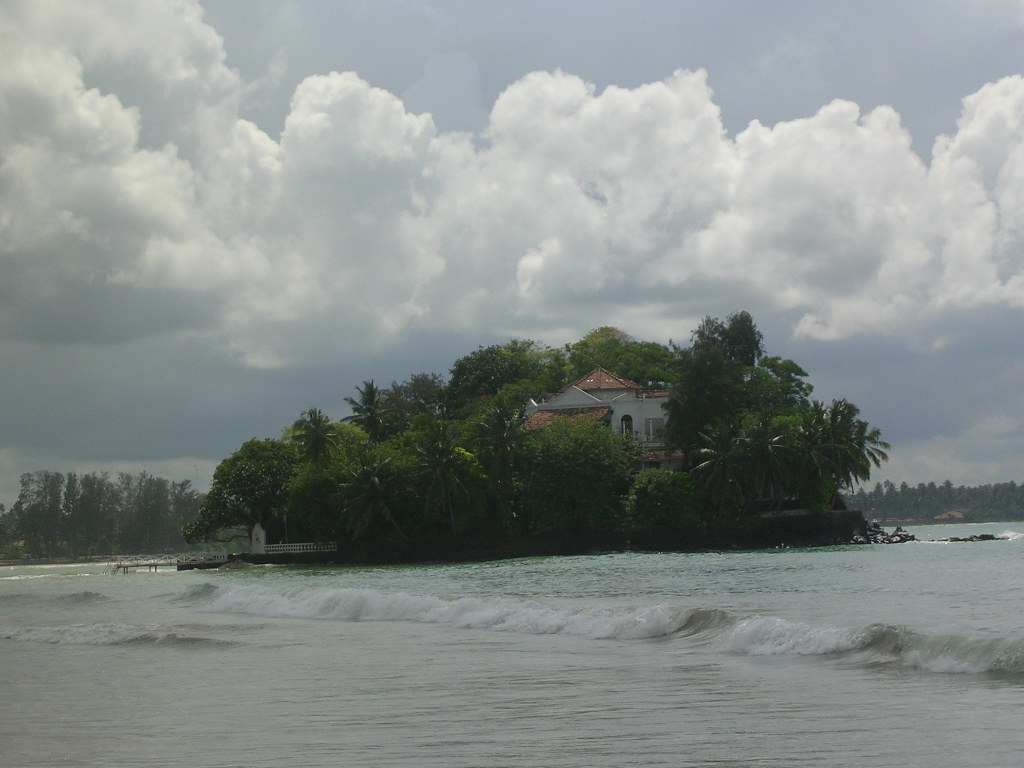
L'île Taprobane, avec sa maison.

Vers 1925, il découvre « Galduwa (en) », un îlot de la baie de Weligama, à Ceylan, qui est une zone sauvage et un dépotoir. Il rachète l'île et la renomme « Taprobane », un ancien nom grec pour Ceylan. Il y construit une villa magnifique et pittoresque offrant une vue à 360 degrés sur la mer et replante l'île dans sa vision d'un Éden privé. La villa, son mobilier et son jardin ont tous été conçus par Talvande pour être en parfaite harmonie. Il se décrit comme ayant « une soif insatiable de beauté » et un « désir de perfection ».
Il crée une entreprise de fabrication de meubles, « Weligama Local Industries », et collabore avec une décoratrice d'intérieur hongroise, Mlle Louise Borgia. Le partenariat commercial et l'usine de meubles prennent fin dans les années 1930, à la suite de la Grande Dépression.
Cependant, De Mauny devient un paysagiste et un concepteur de jardins à succès pour de nombreuses maisons réputées de Colombo, auteur, sous le nom de Comte de Mauny, de The Gardens of Taprobane (dédiés à la duchesse de Sutherland) et Gardening in Ceylon.
Souffrant d'angine de poitrine, il meurt d'une crise cardiaque en novembre 1941. Son fils Victor revend l'île Taprobane en 1943.
L'auteur Robin Maugham, qui a visité l'île dans sa jeunesse et au milieu des années 1970, estime que « la beauté et l'harmonie uniques de la villa avaient été compromises après la mort de Talvande par les cloisons et la perte de ses meubles et accessoires, et que la zone elle-même avait été spoliée par la construction d'une nouvelle route le long de la plage continentale ». Depuis lors, et particulièrement après le tsunami de 2004, un développement important a lieu dans le village voisin du continent.

## Œuvres
- The Peace of Suffering 1914-1918, Grant and Richards, London, 1919.
- Gardening in Ceylon, Henry William Cave (en), 1921.
- The Gardens of Taprobane, Williams and Norgate, London, 1937.

## Sources
- Robert Aldrich, Cultural Encounters and Homoeroticism in Sri Lanka: Sex and Serendipity, Routledge, New York 2014
- Seweryn Chomet (en), "Count de Mauny, Friend of Royalty", Begell House Inc., New York, 2002
- Count de Mauny, The Gardens of Tapobane Island, Williams and Norgate, London 1937
- Robin Maugham, Search For Nirvana, W.H.Allen, London 1975